# Czos
Czos (niem. Schoss-See) – jezioro rynnowe na Pojezierzu Mrągowskim, cały obszar jeziora, wraz z Półwyspem Czterech Wiatrów jest w granicach Mrągowa. 
Jezioro Czos składa się z dwóch odnóg: węższej zachodniej (dł. 3,5 km) i szerszej wschodniej (dł. 1,5 km). Rozdziela je wysoko wzniesiony półwysep z kilkoma wzniesieniami. U nasady półwyspu jest dwuszczytowe wzniesienie Góra Czterech Wiatrów (183,1 m n.p.m. i 165,4 m n.p.m.), na zboczach niższego, północnego szczytu urządzono ośrodek narciarski. Linia brzegowa jest rozwinięta. Wschodnie brzegi są wysokie otoczone pagórkami, a zachodnie niskie, w większości bezleśne. Na północno-zachodnim brzegu zlokalizowane są kąpieliska miejskie, przystanie oraz kempingi. Jezioro za pośrednictwem rzeki Dajny łączy się z jeziorami: Wierzbowskim, Czarnym, Kot i Junem.